# Rasmus Bergqvist
Rasmus Bergqvist, född 5 juni 2005 i Umeå, är en svensk ishockeyspelare som spelar för Skellefteå AIK i SHL.

## Klubbar
- Skellefteå AIK J20, J20 Nationell (2021/2022 – 2024/2025)
- Skellefteå AIK, SHL (2024/2025 –)
- Södertälje SK, Allsvenskan (2024/2025) (lån)